# Elizabeth Wordsworth
Pour les articles homonymes, voir Wordsworth.
Elizabeth Wordsworth, née le 22 juin 1840 à Harrow on the Hill, Middlesex, et morte à Oxford, le 30 novembre 1932, est une écrivaine britannique ainsi que la première principale du Lady Margaret Hall en 1878 et fondatrice en 1886 du St Hugh's College, deux collèges constitutifs de l'université d'Oxford.

## Biographie
Elle est la fille de Christopher Wordsworth, principal de Harrow School au moment de sa naissance, puis évêque de Lincoln, et de Susanna Hatley Frere. L'un de ses frères, John Wordsworth, devient évêque de Salisbury. Elle est l'arrière petite-nièce du poète William Wordsworth et de l'écrivaine Dorothy Wordsworth.
En 1844, les Wordsworth s'installent dans l'enceinte de l'abbaye de Westminster, dont Christopher Wordsworth est nommé chanoine. La famille y vit une partie de l'année et, le reste du temps, ils résident dans leur propriété du Berkshire. Elizabeth Wordsworth reçoit une éducation soignée à la maison, à l'exception d'une année où elle est pensionnaire à Brighton. Elle apprend plusieurs langues modernes, suit des cours de latin, d'histoire, de littérature anglaise, de dessin, de chant mais pratiquement aucun enseignement en sciences ou mathématiques. Elle apprend le grec ancien, pour lire le Nouveau Testament et Homère dans le texte. Lorsqu'elle réside à Londres, elle fréquente des cercles intellectuels, va au théâtre et visite des expositions. Dès l'âge de 13 ans, elle voyage fréquemment en Europe avec sa famille. Elle aide son père dans des recherches pour l'établissement des commentaires bibliques qu'il publie, puis comme secrétaire non officielle quand il est nommé évêque de Lincoln. Elle passe beaucoup de temps à Oxford, auprès de ses deux frères, et assiste à des cours d'art. Elle participe à des discussions sur l'éducation des femmes, sans mener d'actions aux côtés du groupe des pionniers de ces questions. Mais, en 1878, elle reçoit la proposition de prendre la direction d'une résidence fondée par l'Église d'Angleterre pour des étudiantes à Oxford, qu'elle accepte. Bien que les femmes n'aient pas accès aux diplômes universitaires, deux collèges pour étudiantes viennent d'ouvrir à Cambridge, Newnham et Girton, et Oxford s'inscrit dans le même mouvement, qui permet aux étudiantes de profiter des cours et des bibliothèques universitaires. Elizabeth Wordsworth devient ainsi la « founding principal » ou « first Principal », soit la première directrice de Lady Margaret Hall, collège constitutif de l'université d'Oxford (1879-1909), fondé en 1878 par Edward Stuart Talbot,. Ce collège, non mixte à l'origine, est destiné aux étudiantes de premier cycle. Il est situé à Norham Gardens, au nord de la ville.
Elle propose de nommer le collège « Lady Margaret », en mémoire de Margaret Beaufort, mère d'Henri VII, et fondatrice de deux collèges de Cambridge, Christ's College en 1505 et le St John's College, achevé après sa mort en 1511. Margaret Beaufort est de plus bienfaitrice des arts et du savoir, et Elizabeth Wordsworth estime qu'elle peut représenter un modèle pour les étudiantes. Les premières étudiantes arrivent en 1879. Sous sa direction, le collège s'agrandit et un nouveau bâtiment est ajouté au bâtiment victorien d'origine, et inauguré en 1884, suivi d'un autre bâtiment en 1896, qui porte son nom puis d'un autre en 1910.
À son arrivée, le collège accueillait neuf étudiantes, il en compte 59 en 1909 lorsqu'elle prend sa retraite. Elle incite les étudiantes à travailler beaucoup mais également à faire du sport, elle propose des études bibliques le dimanche soir et organise une représentation théâtrale annuelle avec les étudiantes.
En 1886, elle consacre l'argent d'un héritage à fonder un collège destiné aux étudiantes de milieu peu favorisé, qui ne peuvent payer les droits de scolarité universitaires, St Hugh's College.
Elle n'a aucune revendication féministe, mais estime que l'éducation est utile aux femmes et que celles-ci  peuvent avoir besoin d'être autonomes sur le plan financier. Elle se tient à l'écart des débats des années 1890 sur la possibilité pour les femmes d'obtenir un diplôme (le Bachelor of Arts, ie. BA) au terme de leurs études universitaires. Elle y semble assez favorable à titre personnel, mais son collège, puis l'administration de l'université, refusent en 1896 d'accorder des diplômes aux femmes.
Elle est la première femme à obtenir un master honorifique de l'université d'Oxford en 1920, alors que les femmes viennent d'obtenir l'accès aux diplômes universitaires la même année. Elle se voit décerner un doctorat honoris causa en droit civil (DCL) par l'université d'Oxford en 1928, à l'occasion du 50e anniversaire du collège Lady Margaret. Cette même année, elle est faite dame commandeur de l'Ordre de l'empire britannique (DBE).
Elle est l'auteure de poésies, pièces de théâtre, biographies et articles religieux. Elle est co-auteure d'une biographie de son père. Elle écrit et fait des conférences pour promouvoir l'éducation des femmes. Elle a publié plusieurs romans sous le pseudonyme de Grant Lloyd : Thornwell Abbas (1876) et Ebb and Flow (1883).

## Publications
- Thornwell Abbas, 1876
- Ebb and Flow, 1883
- Glimpses from the Past, London, A.R.Mowbray, [lire en ligne] sur archive.org

## Distinctions
- 1920 : master of Arts honoris causa, université d'Oxford
- 1928 :
  - dame commandeur de l'ordre de l'empire britannique (DBE)
  - docteure honoris causa, université d'Oxford (DCL)